# میشائیل شولتس
میشائیل شولتس (آلمانی: Michael Scholz؛ زادهٔ ۲۶ ژانویهٔ ۱۹۴۹) موسیقی‌دان، خواننده، ترانه‌نویس، آهنگساز و تهیه‌کننده موسیقی اهل آلمان است.
او به سبب همکاری‌اش با دیتر بولن مابین سال‌های ۱۹۸۴ تا ۲۰۰۰ میلادی، خوانندگی در مدرن تاکینگ و هم‌خوانی در بلو سیستم شناخته می‌شود.